# Waldemar Cieślewicz
Waldemar Cieślewicz (ur. 11 marca 1969 w Gnieźnie) – polski żużlowiec.
Wychowanek Startu Gniezno, którego bronił barw w latach 1985–1987 oraz 1990. Przez większość kariery był zawodnikiem Polonii Bydgoszcz w latach 1988–1989 oraz 1991–1997. Ostatnim klubem w jego karierze było Wybrzeże Gdańsk w 1998.
Największe sukcesy odnosił razem z bydgoską drużyną, zdobywając z nią dwa razy DMP w latach 1992 i 1997 oraz srebrny medal w 1993 i brązowe w 1988 i 1995. W 1994 zdobył złoto w MPPK, a w 1988 brąz w MMPPK. Dwukrotnie był medalistą MDMP, w 1988 zdobył srebrny, a w 1989 złoty medal.
Do największych jego indywidualnych osiągnięć należy występ w finale IMŚJ w 1988 (X miejsce), udział w Złotym Kasku w 1995 (XV miejsce) oraz w Srebrnym Kasku w 1988 (II miejsce).
Wujek Tomasza Cieślewicza, Dawida Cieślewicza i Marka Cieślewicza oraz chrzestny Mikołaja Curyły, również żużlowców.

## Osiągnięcia
Indywidualne Mistrzostwa Świata Juniorów
- 1988 – Slany (Czechosłowacja) – X miejsce – 8 pkt

Młodzieżowe Indywidualne Mistrzostwa Polski
- 1987 – Gorzów Wlkp. – XV miejsce – 2 pkt
- 1989 – Zielona Góra – XVI miejsce – 1 pkt

Mistrzostwa Polski Par Klubowych
- 1988 – Rybnik – VI miejsce – 2 pkt
- 1994 – Leszno – I miejsce – ns

Młodzieżowe Mistrzostwa Polski Par Klubowych
- 1988 – Rzeszów – III miejsce – 14 pkt

Drużynowe Mistrzostwa Polski
- 1985 – II Liga – Start Gniezno – III miejsce – średnia biegowa – 1,500 (ns)
- 1986 – II Liga – Start Gniezno – I miejsce – średnia biegowa – 1,750
- 1987 – I Liga – Start Gniezno – X miejsce – średnia biegowa – 1,450
- 1988 – I Liga – Polonia Bydgoszcz – III miejsce – średnia biegowa – 2,093
- 1989 – I Liga – Polonia Bydgoszcz – VII miejsce – średnia biegowa – 1,547
- 1990 – II Liga – Start Gniezno – IV miejsce – średnia biegowa – 1,440
- 1991 – I Liga – Polonia Bydgoszcz – V miejsce – średnia biegowa – 1,750
- 1991 – II Liga – Polonia Bydgoszcz – VII miejsce – średnia biegowa – 2,131
- 1992 – I Liga – Polonia Bydgoszcz – I miejsce – średnia biegowa – 1,500
- 1993 – I Liga – Polonia Bydgoszcz – II miejsce – średnia biegowa – 1,286
- 1994 – I Liga – Polonia Bydgoszcz – VIII miejsce – średnia biegowa – 1,420
- 1995 – I Liga – Polonia Bydgoszcz – III miejsce – średnia biegowa – 1,986
- 1996 – I Liga – Polonia Bydgoszcz – VI miejsce – średnia biegowa – 2,000 (ns)
- 1997 – I Liga – Polonia Bydgoszcz – I miejsce – średnia biegowa – 0,946
- 1998 – II Liga – Wybrzeże Gdańsk – II miejsce – średnia biegowa – 1,956

Młodzieżowe Drużynowe Mistrzostwa Polski
- 1988 – Bydgoszcz – II miejsce – 0 pkt
- 1989 – Rzeszów – I miejsce – 4 pkt

Złoty Kask
- 1995 – Wrocław – XV miejsce – 2 pkt

Srebrny Kask
- 1987 – Bydgoszcz, Gniezno – XII miejsce – 12 (10+2) pkt
- 1988 – Ostrów Wlkp., Opole – II miejsce – 26 (12+14) pkt
- 1989 – Częstochowa, Rybnik – VII miejsce 14 (7+7) pkt

Brązowy Kask
- 1987 – Gorzów Wlkp. – IV miejsce – 22 (11+11) pkt

Turnieje Indywidualne
- 1986 – IX Memoriał Marcina Rożaka – Gniezno – III miejsce – 13 pkt
- 1987 – X Memoriał Marcina Rożaka i Grzegorza Smolińskiego – Gniezno – I miejsce – 14 pkt